# Covington (Georgia)
Covington – miasto w Stanach Zjednoczonych, w stanie Georgia, siedziba administracyjna hrabstwa Newton.